# Elina Switolina
Elina Mychajliwna Switolina, ukr. Еліна Михайлівна Світоліна (ur. 12 września 1994 w Odessie) – ukraińska tenisistka, brązowa medalistka igrzysk olimpijskich z Tokio (2020) w grze pojedynczej.

## Życie prywatne
W kwietniu 2021 zaręczyła się z Gaëlem Monfilsem. Para pobrała się 16 lipca 2021 roku. 15 maja 2022 małżeństwo poinformowało o ciąży tenisistki. W październiku 2022 urodziła córkę Skai.

## Kariera tenisowa

### Kariera juniorska
Jest zwyciężczynią French Open 2010 i finalistką Wimbledonu 2012 w grze pojedynczej dziewcząt. W meczu finałowym French Open wygrała z Ons Jabeur 6:2, 7:5. W spotkaniu o mistrzostwo na Wimbledonie przegrała z Eugenie Bouchard 2:6, 2:6. W klasyfikacji juniorek najwyżej była na 2. pozycji (w sierpniu 2010).

### 2012–2014
W grze pojedynczej w sezonie 2012 wygrała zawody WTA 125K series w Pune, pokonując w finale Kimiko Date-Krumm 6:2, 6:3. W 2013 roku triumfowała w turnieju kategorii WTA International Series w Baku. W meczu mistrzowskim zwyciężyła z Szachar Pe’er wynikiem 6:4, 6:4.
W grze podwójnej w lipcu 2014 razem z Misaki Doi odniosła triumf w Stambule. W ostatnim meczu pokonały debel Oksana Kalasznikowa–Paula Kania 6:4, 6:0. W Baku obroniła tytuł, pokonując w finale Bojanę Jovanovski 6:1, 7:6(2).

### 2015
W maju 2015 wygrała swój czwarty turniej w singlu, zwyciężając w Marrakeszu w dwóch setach z Tímeą Babos. 31 maja 2015 osiągnęła pierwszy w karierze ćwierćfinał Wielkiego Szlema, pokonując w 4. rundzie French Open Alizé Cornet 6:2, 7:6(9). Dwa miesiące później Ukrainka wygrała swój drugi turniej deblowy w Stambule, wygrywając w finale z Çağlą Büyükakçay i Jeleną Janković 5:7, 6:1, 10–4.

### 2016
Na początku roku razem z Ołeksandrem Dołhopołowem osiągnęła finał rozgrywek o Puchar Hopmana. W lutym osiągnęła półfinał w Dubaju, pokonując między innymi Muguruzę. Następnie triumfowała w Kuala Lumpur, w finale pokonując Eugenie Bouchard 6:7(5), 6:4, 7:5. W Miami dzięki zwycięstwu z Caroline Wozniacki w tie-breaku trzeciego seta doszła do czwartej rundy.
Okres słabszej gry zanotowała podczas turniejów rozgrywanych na nawierzchni ceglanej i trawiastej. W Montrealu przegrała w trzeciej rundzie z Angelique Kerber. Na igrzyskach olimpijskich w Rio de Janeiro sprawiła sensację, eliminując Serenę Williams. Udział w turnieju olimpijskim zakończyła na ćwierćfinale, w którym uległa Petrze Kvitovej. W finale w New Haven przegrała z Agnieszką Radwańską 1:6, 6:7(3).
W Tokio, Pekinie i Moskwie osiągnęła półfinały, pokonując ponownie m.in. Muguruzę i nową liderkę rankingu Kerber. W turnieju WTA Elite Trophy w Zhuhai doszła do finału, kończąc sezon na 14. miejscu.

### 2017
Sezon 2017 rozpoczęła od półfinału w Brisbane, gdzie pokonała m.in. liderkę rankingu Angelique Kerber. Następnie została mistrzynią w Tajpej i Dubaju, gdzie znowu wygrała z liderką rankingu, a potem w finale z Caroline Wozniacki 6:4, 6:2. W Indian Wells i Miami zanotowała odpowiednio czwartą i drugą rundę.
Podczas rozgrywek play-off Pucharu Federacji ponownie była lepsza od Kerber. Swój kolejny tytuł singlowy wywalczyła w Stambule, gdzie w meczu mistrzowskim pokonała Elise Mertens 6:2, 6:4. Podobny wynik osiągnęła w Rzymie, w fazie finałowej pokonując kolejno Karolínę Plíškovą, Garbiñe Muguruzę i w finale Simonę Halep 4:6, 7:5, 6:1. Pozwoliło jej to na objęcie prowadzenia w rankingu Road to Singapore. Podczas ćwierćfinału French Open prowadziła z Halep 6:3, 5:1 i miała piłki meczowe, ale ostatecznie uległa Rumunce.
Na kortach Wimbledonu w czwartej rundzie przegrała z triumfatorką tegorocznego Rolanda Garrosa, Jeļeną Ostapenko. W sierpniu triumfowała w Toronto, wygrywając kolejno z Darją Kasatkiną, Venus Williams, Muguruzą, Halep i w końcu z Wozniacki 6:4, 6:0. W Cincinnati wygrała jeden mecz. Na US Open w czwartej rundzie przegrała z Madison Keys.

### 2018
Switolina zainaugurowała sezon 2018 występem w zawodach w Brisbane odnosząc zwycięstwo w pierwszej rundzie nad Carlą Suárez Navarro 6:2, 6:4, następnie wygrała z Aną Kojuh 6:3, 6:1. W ćwierćfinale pokonała Johannę Kontę, która przy stanie 1:6, 7:6(6), 3:2, skreczowała z powodu kontuzji biodra. W półfinale triumfowała nad Karolíną Plíškovą 7:5, 7:5, po czym, zwyciężywszy Alaksandrę Sasnowicz 6:2, 6:1, zdobyła swój 10. tytuł w grze pojedynczej. W Australian Open, w którym wystartowała z numerem czwartym, pokonała Ivanę Jorović 6:3, 6:2, Kateřinę Siniakovą 4:6, 6:2, 6:1, Martę Kostiuk 6:2. 6:2 i Denisę Allertovą 6:3, 6:0. W ćwierćfinale przegrała z Elise Mertens 4:6, 0:6.
W Doha wygrała z Markétą Vondroušovą 6:2, 6:4 w drugiej rundzie, po czym uległa Petrze Kvitovej 4:6, 5:7. W Dubaju obroniła tytuł sprzed roku, a zarazem odniosła 11. triumf w głównym cyklu WTA. Zaczęła turniej od 2. rundy, pokonując odpowiednio Wang Qiang 6:1, 5:7, 6:2, Naomi Ōsakę 6:2, 6:4, Angelique Kerber 6:3, 6:3, a w finale Darję Kasatkinę 6:4, 6:0.
W Indian Wells nie popisała się najlepszym tenisem, ponieważ zdołała wygrać tylko jeden mecz przeciwko Monie Barthel 6:4, 6:3. Następnie uległa hiszpance Navarro. Więcej szczęścia przyniósł jej turniej w Miami, iż doszła tam do ćwierćfinału, rozpoczynając turniej od drugiej rundy, kolejno pokonując: Osake 6:4, 6:2, Gawriłową 4:6, 6:0, 6:1 i Barty 7:5, 6:4. W 1/4 finału uległa młodszej od siebie Ostapenko, ostatecznie przegrywając w dwóch tiebrekach.
Na korty powróciła po miesiącu przerwy od grania. Były to jej pierwsze w tym sezonie zawody rozgrywane na kortach ceglanych. W Stuttgarcie wygrała z Markétą Vondroušovą, która z powodu kontuzji musiała skreczować przy stanie 3:2, w trzecim secie, a następnie musiała oddać wyższość Caroline Garcii przegrywając 7:6(4), 4:6, 2:6. W Madrycie pokonała Alizé Cornet 6:2, 6:2 aby w następnej rundzie ulec ponownie Suárez Navarro 6:2, 6:7(3), 4:6. Turniej w Rzymie zaczął się dla Eliny cudownie. Wygrała z Martić 6:1, 6:2, następnie po nieudanym pierwszym secie w meczu z Darja Kasatkiną wróciła aby wygrać 0:6, 6:3, 6:2. W 1/4 finału odesłała do domu mistrzynie wielkoszlemową Angelique Kerber wygrywając 6:4, 6:4 W półfinale zmierzyła się z Kontaveit z Estonii, którą pokonała 6:4, 6:3 i tym samym awansowała do drugiego z rzędu finału tego turnieju. Po raz drugi w finale przyszło jej mierzyć się z Simoną Halep, którą rok wcześniej pokonała w trzech setach w tym samym finale. Tym razem spotkanie było o wiele szybsze, ponieważ trwało ponad 1 godzinę. Tym zwycięstwem Switolina odniosła 12 triumf w głównym cyklu WTA w swojej karierze.

## Historia występów wielkoszlemowych
Legenda
     W, wygrany turniej
     F, przegrana w finale
     SF, przegrana w półfinale
     QF, przegrana w ćwierćfinale
     xR, przegrana w x rundzie
     Qx, przegrana w x rundzie kwalifikacji
     A, brak startu
     NH, turniej nie odbył się

### Występy w grze pojedynczej
| Australian Open        | A   | A   | A   | 1R | 3R | 3R | 2R | 3R | QF | QF | 3R | 4R | 3R  | A  | 4R | QF | 0 / 12 | 29 – 12  |  |  |  |  |  |  |  |  |  |
| French Open            | A   | Q1  | Q2  | 2R | 2R | QF | 4R | QF | 3R | 3R | QF | 3R | A   | QF | 4R | QF | 0 / 12 | 33 – 12  |  |  |  |  |  |  |  |  |  |
| Wimbledon              | A   | A   | Q1  | 1R | 1R | 2R | 2R | 4R | 1R | SF | NH | 2R | A   | SF | QF | 3R | 0 / 11 | 22 – 11  |  |  |  |  |  |  |  |  |  |
| US Open                | A   | A   | 1R  | 2R | 1R | 3R | 3R | 4R | 4R | SF | A  | QF | A   | 3R | 3R |    | 0 / 11 | 24 – 11  |  |  |  |  |  |  |  |  |  |
|                        |     |     |     |    |    |    |    |    |    |    |    |    |     |    |    |    |        |          |  |  |  |  |  |  |  |  |  |
| Ranking na koniec roku | 498 | 269 | 156 | 40 | 29 | 19 | 14 | 6  | 4  | 6  | 5  | 15 | 236 | 25 | 23 |    | 0 / 46 | 108 – 46 |  |  |  |  |  |  |  |  |  |

### Występy w grze podwójnej
| Australian Open        | A   | A   | A   | A   | 1R  | A   | 1R  | A   | A    | A    | A   | A   | A | A | A | A | 0 / 2  | 0 – 2  |  |  |  |  |  |  |  |  |  |
| French Open            | A   | A   | A   | A   | 2R  | A   | 1R  | A   | A    | A    | A   | A   | A | A | A | A | 0 / 2  | 1 – 2  |  |  |  |  |  |  |  |  |  |
| Wimbledon              | A   | A   | A   | Q2  | 1R  | A   | 2R  | A   | A    | A    | NH  | A   | A | A | A | A | 0 / 2  | 1 – 2  |  |  |  |  |  |  |  |  |  |
| US Open                | A   | A   | A   | 1R  | 2R  | A   | 1R  | A   | 1R   | A    | A   | A   | A | A | A |   | 0 / 4  | 1 – 4  |  |  |  |  |  |  |  |  |  |
|                        |     |     |     |     |     |     |     |     |      |      |     |     |   |   |   |   |        |        |  |  |  |  |  |  |  |  |  |
| Ranking na koniec roku | 443 | 442 | 485 | 261 | 132 | 159 | 232 | 435 | 1035 | 1156 | 628 | 729 | – | – | – |   | 0 / 10 | 3 – 10 |  |  |  |  |  |  |  |  |  |

### Występy w grze mieszanej
| Australian Open | A | A | A | A | A  | 1R | 1R | SF | A  | A | A  | A | A | A | A | A | 0 / 3  | 1 – 3  |  |  |  |  |  |  |  |  |  |
| French Open     | A | A | A | A | A  | 2R | A  | 2R | A  | A | NH | A | A | A | A | A | 0 / 2  | 2 – 2  |  |  |  |  |  |  |  |  |  |
| Wimbledon       | A | A | A | A | 3R | 1R | 2R | A  | 2R | A | NH | A | A | A | A | A | 0 / 4  | 4 – 4  |  |  |  |  |  |  |  |  |  |
| US Open         | A | A | A | A | 1R | 1R | A  | A  | 2R | A | NH | A | A | A | A |   | 0 / 3  | 1 – 3  |  |  |  |  |  |  |  |  |  |
|                 |   |   |   |   |    |    |    |    |    |   |    |   |   |   |   |   |        |        |  |  |  |  |  |  |  |  |  |
|                 |   |   |   |   |    |    |    |    |    |   |    |   |   |   |   |   | 0 / 12 | 8 – 12 |  |  |  |  |  |  |  |  |  |

## Finały turniejów WTA
| Legenda                     | Legenda |
| --------------------------- | ------- |
| Wielki Szlem                |         |
| Igrzyska olimpijskie        |         |
| WTA Tour Championships      |         |
| WTA Elite Trophy            |         |
| 2009 – 2020                 |         |
| WTA Premier Mandatory       |         |
| WTA Premier 5               |         |
| WTA Premier                 |         |
| WTA International Series    |         |
| WTA 125K series (2012–2020) |         |
| od 2021                     |         |
| WTA 1000 (obowiązkowe)      |         |
| WTA 1000 (nieobowiązkowe)   |         |
| WTA 500                     |         |
| WTA 250                     |         |
| WTA 125                     |         |

### Gra pojedyncza 22 (18–4)
| Końcowy wynik | Nr  | Data                 | Turniej      | Nawierzchnia   | Przeciwniczka        | Wynik finału     |
| ------------- | --- | -------------------- | ------------ | -------------- | -------------------- | ---------------- |
| Zwyciężczyni  | 1.  | 28 lipca 2013        | Baku         | Twarda         | Szachar Pe’er        | 6:4, 6:4         |
| Zwyciężczyni  | 2.  | 27 lipca 2014        | Baku         | Twarda         | Bojana Jovanovski    | 6:1, 7:6(2)      |
| Zwyciężczyni  | 3.  | 2 maja 2015          | Marrakesz    | Ceglana        | Tímea Babos          | 7:5, 7:6(3)      |
| Zwyciężczyni  | 4.  | 6 marca 2016         | Kuala Lumpur | Twarda         | Eugenie Bouchard     | 6:7(5), 6:4, 7:5 |
| Finalistka    | 1.  | 27 sierpnia 2016     | New Haven    | Twarda         | Agnieszka Radwańska  | 1:6, 6:7(3)      |
| Finalistka    | 2.  | 6 listopada 2016     | Zhuhai       | Twarda (hala)  | Petra Kvitová        | 4:6, 2:6         |
| Zwyciężczyni  | 5.  | 5 lutego 2017        | Tajpej       | Twarda (hala)  | Peng Shuai           | 6:3, 6:2         |
| Zwyciężczyni  | 6.  | 25 lutego 2017       | Dubaj        | Twarda         | Caroline Wozniacki   | 6:4, 6:2         |
| Zwyciężczyni  | 7.  | 30 kwietnia 2017     | Stambuł      | Ceglana        | Elise Mertens        | 6:2, 6:4         |
| Zwyciężczyni  | 8.  | 21 maja 2017         | Rzym         | Ceglana        | Simona Halep         | 4:6, 7:5, 6:1    |
| Zwyciężczyni  | 9.  | 13 sierpnia 2017     | Toronto      | Twarda         | Caroline Wozniacki   | 6:4, 6:0         |
| Zwyciężczyni  | 10. | 6 stycznia 2018      | Brisbane     | Twarda         | Alaksandra Sasnowicz | 6:2, 6:1         |
| Zwyciężczyni  | 11. | 24 lutego 2018       | Dubaj        | Twarda         | Darja Kasatkina      | 6:4, 6:0         |
| Zwyciężczyni  | 12. | 20 maja 2018         | Rzym         | Ceglana        | Simona Halep         | 6:0, 6:4         |
| Zwyciężczyni  | 13. | 28 października 2018 | Singapur     | Twarda (hala)  | Sloane Stephens      | 3:6, 6:2, 6:2    |
| Finalistka    | 3.  | 3 listopada 2019     | Shenzhen     | Twarda (hala)  | Ashleigh Barty       | 4:6, 3:6         |
| Zwyciężczyni  | 14. | 8 marca 2020         | Monterrey    | Twarda         | Marie Bouzková       | 7:5, 4:6, 6:4    |
| Zwyciężczyni  | 15. | 26 września 2020     | Strasburg    | Ceglana        | Jelena Rybakina      | 6:4, 1:6, 6:2    |
| Zwyciężczyni  | 16. | 28 sierpnia 2021     | Chicago      | Twarda         | Alizé Cornet         | 7:5, 6:4         |
| Zwyciężczyni  | 17. | 27 maja 2023         | Strasburg    | Ceglana        | Anna Blinkowa        | 6:2, 6:3         |
| Finalistka    | 4.  | 7 stycznia 2024      | Auckland     | Twarda         | Coco Gauff           | 7:6(4), 3:6, 3:6 |
| Zwyciężczyni  | 18. | 20 kwietnia 2025     | Rouen        | Ceglana (hala) | Olga Danilović       | 6:4, 7:6(8)      |

### Gra podwójna 2 (2–0)
| Końcowy wynik | Nr | Data          | Turniej | Nawierzchnia | Partnerka       | Przeciwniczki                    | Wynik finału   |
| ------------- | -- | ------------- | ------- | ------------ | --------------- | -------------------------------- | -------------- |
| Zwyciężczyni  | 1. | 20 lipca 2014 | Stambuł | Twarda       | Misaki Doi      | Oksana Kalasznikowa Paula Kania  | 6:4, 6:0       |
| Zwyciężczyni  | 2. | 26 lipca 2015 | Stambuł | Twarda       | Darja Gawriłowa | Çağla Büyükakçay Jelena Janković | 5:7, 6:1, 10–4 |

## Finały turniejów WTA 125K series

### Gra pojedyncza 1 (1–0)
| Końcowy wynik | Nr | Data              | Turniej | Nawierzchnia | Przeciwniczka     | Wynik finału |
| ------------- | -- | ----------------- | ------- | ------------ | ----------------- | ------------ |
| Zwyciężczyni  | 1. | 11 listopada 2012 | Pune    | Twarda       | Kimiko Date-Krumm | 6:2, 6:3     |

## Występy w Turnieju Mistrzyń

### W grze pojedynczej
| Rok  | Rezultat                                                       | Przeciwniczka                                                  | Wynik                                                          |
| 2017 | Faza grupowa                                                   | Caroline Wozniacki Caroline Garcia Simona Halep                | 2:6, 0:6 7:6(7), 3:6, 5:7 6:3, 6:4                             |
| 2018 | Zwycięstwo                                                     | Sloane Stephens                                                | 3:6, 6:2, 6:2                                                  |
| 2019 | Finał                                                          | Ashleigh Barty                                                 | 4:6, 3:6                                                       |
| 2021 | zawodniczka rezerwowa (nie wystąpiła – zrezygnowała ze startu) | zawodniczka rezerwowa (nie wystąpiła – zrezygnowała ze startu) | zawodniczka rezerwowa (nie wystąpiła – zrezygnowała ze startu) |

## Występy w Turnieju WTA Tournament of Champions/WTA Elite Trophy

### W grze pojedynczej
| Rok  | Rezultat                             | Przeciwniczka                         | Wynik                 |
| 2013 | Faza grupowa (zawodniczka rezerwowa) | Anastasija Pawluczenkowa Simona Halep | 2:6, 4:6 1:6, 1:6     |
| 2014 | zawodniczka rezerwowa                | zawodniczka rezerwowa                 | zawodniczka rezerwowa |
| 2015 | Półfinał                             | Karolína Plíšková                     | 3:6, 1:6              |
| 2016 | Finał                                | Petra Kvitová                         | 4:6, 2:6              |

## Wygrane turnieje rangi ITF
| turnieje z pulą nagród 100 000 $ |
| turnieje z pulą nagród 75 000 $  |
| turnieje z pulą nagród 50 000 $  |
| turnieje z pulą nagród 25 000 $  |
| turnieje z pulą nagród 15 000 $  |
| turnieje z pulą nagród 10 000 $  |

### Gra pojedyncza
|    | Data       | Turniej  | Kat. | ($)    | Naw.   | Finalistka         | Wynik            |
| 1. | 21/08/2011 | Stambuł  | ITF  | 10 000 | twarda | Anja Prislan       | 6:2, 6:7, 6:0    |
| 2. | 22/10/2011 | Lagos    | ITF  | 25 000 | twarda | Donna Vekić        | 6:4, 6:3         |
| 3. | 25/03/2012 | La Marsa | ITF  | 25 000 | ziemna | Izabełła Szinikowa | 7:6(4), 7:6(5)   |
| 4. | 30/09/2012 | Telawi   | ITF  | 50 000 | ziemna | Łesia Curenko      | 6:1, 6:2         |
| 5. | 03/02/2013 | Ejlat    | ITF  | 75 000 | twarda | Marta Sirotkina    | 6:3, 3:6, 7:5    |
| 6. | 04/08/2013 | Donieck  | ITF  | 75 000 | twarda | Tímea Babos        | 3:6, 6:2, 7:6(9) |

## Występy w igrzyskach olimpijskich

### Gra pojedyncza
| Runda                                                                                 | Przeciwniczka                          | Wynik            |  |
| ------------------------------------------------------------------------------------- | -------------------------------------- | ---------------- |  |
|                                                                                       |                                        |                  |  |
| Letnie Igrzyska Olimpijskie w Rio de Janeiro 2016, reprezentując państwo Ukraina [15] |                                        |                  |  |
| I runda                                                                               | Niemcy: Andrea Petković                | 2:6, 6:1, 6:3    |  |
| II runda                                                                              | Wielka Brytania: Heather Watson        | 6:3, 1:6, 6:3    |  |
| III runda                                                                             | Stany Zjednoczone: Serena Williams [1] | 6:4, 6:3         |  |
| Ćwierćfinał                                                                           | Czechy: Petra Kvitová [11]             | 2:6, 0:6         |  |
| Letnie Igrzyska Olimpijskie w Tokio 2020, reprezentując państwo Ukraina [4]           |                                        |                  |  |
| I runda                                                                               | Niemcy: Laura Siegemund                | 6:3, 5:7, 6:4    |  |
| II runda                                                                              | Australia: Ajla Tomljanović            | 4:6, 6:3, 6:4    |  |
| III runda                                                                             | Grecja: Maria Sakari [14]              | 5:7, 6:3, 6:4    |  |
| Ćwierćfinał                                                                           | Włochy: Camila Giorgi                  | 6:4, 6:4         |  |
| Półfinał                                                                              | Czechy: Markéta Vondroušová            | 3:6, 1:6         |  |
| O brązowy medal                                                                       | Kazachstan: Jelena Rybakina [15]       | 1:6, 7:6(5), 6:4 |  |
| Letnie Igrzyska Olimpijskie w Paryżu 2024, reprezentując państwo Ukraina              |                                        |                  |  |
| I runda                                                                               | Japonia: Moyuka Uchijima               | 6:2, 6:1         |  |
| II runda                                                                              | Stany Zjednoczone: Jessica Pegula [5]  | 4:6, 6:1, 6:3    |  |
| III runda                                                                             | Czechy: Barbora Krejčíková [9]         | 6:7(5), 6:2, 4:6 |  |

### Gra podwójna
| Runda                                                                            | Partnerka         | Przeciwniczki                                  | Wynik            |
| -------------------------------------------------------------------------------- | ----------------- | ---------------------------------------------- | ---------------- |
|                                                                                  |                   |                                                |                  |
| Letnie Igrzyska Olimpijskie w Rio de Janeiro 2016, reprezentując państwo Ukraina |                   |                                                |                  |
| I runda                                                                          | Olha Sawczuk      | Czechy: Andrea Hlaváčková / Lucie Hradecká [6] | 6:7(1), 6:1, 4:6 |
|                                                                                  |                   |                                                |                  |
| Letnie Igrzyska Olimpijskie w Tokio 2020, reprezentując państwo Ukraina          |                   |                                                |                  |
| I runda                                                                          | Dajana Jastremśka | Francja: Alizé Cornet / Fiona Ferro            | 2:6, 4:6         |

## Finały juniorskich turniejów wielkoszlemowych

### Gra pojedyncza (2)
| Końcowy wynik | Rok  | Turniej     | Nawierzchnia | Przeciwniczka    | Wynik finału |
| Zwyciężczyni  | 2010 | French Open | Ceglana      | Uns Dżabir       | 6:2, 7:5     |
| Finalistka    | 2012 | Wimbledon   | Trawiasta    | Eugenie Bouchard | 2:6, 2:6     |

### Gra podwójna (1)
| Końcowy wynik | Rok  | Turniej   | Nawierzchnia | Partnerka         | Przeciwniczki               | Wynik finału     |
| Finalistka    | 2010 | Wimbledon | Trawiasta    | Irina Chromaczowa | Tímea Babos Sloane Stephens | 7:6(7), 2:6, 2:6 |